# Millennium Items
De Millennium Items zijn zeven fictieve voorwerpen uit de manga Yu-Gi-Oh!, en beide animatieseries gebaseerd op deze manga. 

## Geschiedenis
Over hoe de Millennium Items zijn gemaakt bestaan twee versies:
In een vroeg hoofdstuk van de manga verklaart Shadi dat de Items gemaakt zijn door de tovenaars van de farao in het Oude Egypte om dieven te bestraffen die de graftombe wilden leegroven. 
Later in de manga, en in de tweede serie wordt een andere verklaring gegeven. Toen Egypte 3000 jaar geleden (5000 in de Engelstalige versie) werd aangevallen door vijandige legers, zocht farao Akhenamkhanen (Aknamkanon in de Engelse versie) een manier om het land te beschermen middels magische krachten. Hij gaf het bevel tot het maken van de zeven items. Akhenamkhanens broer, Akhenaden, kreeg de taak. Hij vertelde zijn broer echter niet dat voor het maken van de items een offer van 99 mensen nodig was. De inwoners van het dorpje Kul Elna werden het slachtoffer van dit offer. 
Akhenamkhanen nam zelf de Millennium Puzzel, en vertrouwde de overige zes Items toe aan zijn hogepriesters. Een van hen was Akhenaden, die het Millennium Oog nam. Met de krachten van de Items riepen de farao en zijn priesters monsters op die de vijandige legers konden verslaan. In de jaren erop werden de voorwerpen doorgegeven aan anderen.
Het kleitablet dat werd gebruikt om de Items te maken werd opgeslagen in de tombe onder Kul Elna. Indien alle zeven Items terug in dit tablet werden geplaatst, zou de poort naar het hiernamaals opengaan. De dievenkoning Bakura, die als enige de vernietiging van zijn dorp had overleeft, wilde de Items om die reden bemachtigen. Met hun macht wilde hij de demon Zorc Necropahdes oproepen. Hij versloeg eerst de priester Mahado, en nam hem zijn Millennium Ring af. Vervolgens maakte hij Akhenaden tot zijn dienaar middels diens Millennium Oog. Met zijn hulp kreeg Bakura alle Items in handen en riep Zorc op. De farao gebruikte een spreuk om de duisternis van Zorc, en zijn eigen ziel, op te sluiten in de Millennium Puzzel. Hierbij verloor hij zijn herinneringen aan zijn echte naam.

## Krachten
Alle Items hebben hun eigen unieke krachten. Wat ze echter gemeen hebben is dat een ieder die een Millennium Item bezit een schaduwspel kan starten. Dit schaduwspel speelt zich af in een andere dimensie genaamd het schaduwrijk. De verliezer moet in dit schaduwrijk een gruwelijke, maar altijd ironische en goed passende bestraffing ondergaan. 

## Items

### Millennium Puzzel
Oorspronkelijk bekend als de Millennium Pendant. Dit Item is, zoals de naam al aangeeft, een puzzel. Eenmaal in elkaar gezet ziet de puzzel eruit als een kleine piramide, en kan aan een koord om iemands nek worden gedragen. De puzzel was oorspronkelijk een piramide, maar nadat de Farao zijn ziel erin had gestopt viel deze piramide tot een puzzel uiteen.
De puzzel speelt in de manga de grootste rol van alle Items daar hij in het bezit is van Yugi Muto. De puzzel herbergt de geest van de farao, en tevens de duisternis van Zorc. De puzzel werd begin 20e eeuw ontdekt door een team Britse archeologen. De puzzel belandde via omwegen in handen van de jonge Yugi, die er acht jaar over deed om hem in elkaar te zetten. Het weer in elkaar zetten van de puzzel wekte de geest van de farao. 
De puzzel vergroot de kansen van de drager om een spel te winnen. Tevens kan hij in sommige gevallen de effecten van andere Millennium Items tenietdoen. Tevens kan de drager van de puzzel een zogenaamde “mind crush” uitvoeren op iemand, waarbij hij diens goede kant scheidt van diens slechte kant. Dit is een pijnlijk proces dat het slachtoffer enkele uren het bewustzijn laat verliezen.
De binnenkant van de puzzel ziet eruit als een groot labyrint met trappen die overal naartoe leiden.

### Millennium Ring
De Millennium Ring is in de serie in het bezit van Bakura, en herbergt de geest van de gelijknamige dief die 3000 jaar geleden de Items wilde stelen. De ring behoorde oorspronkelijk toe aan de priester Mahad, maar hij werd gestolen door Bakura. Hoe Bakura’s ziel uiteindelijk in de ring  belandde is niet bekend. 
In de serie Yu-Gi-Oh! Capsule Monsters werd vermeld dat ook Alexander de Grote ooit eigenaar was van de ring.
De Millennium Ring kan andere Millennium Items opsporen, en kan zielen van personen overbrengen op andere voorwerpen. Bakura demonstreert dit in de serie door de zielen van Yugi en co over te brengen op hun favoriete kaarten. Verder keert de ring altijd terug naar Bakura, ook al worden de twee van elkaar gescheiden.

### Millennium Oog
Dit oog was in het oude Egypte in het bezit van de priester Akunadin. In de 20e eeuw werd  het oog door Shadi aan Maximillion Pegasus gegeven, die in Egypte op zoek was naar een manier om zijn overleden vrouw terug te halen. 
Het oog stelt de drager in staat gedachten te lezen, wat Pegasus een groot voordeel geeft bij duels. Tevens kan het oog zielen van mensen stelen. Op deze manier dwong Pegasus Yugi deel te nemen aan zijn toernooi. Na te zijn verslagen door Yugi, werd Pegasus bezocht door Bakura die het oog van hem stal. Bakura hield het oog lange tijd in zijn bezit, maar gaf het in de laatste saga aan Kaiba als onderdeel van zijn plan om hem naar het oude Egypte te lokken. 

### Millennium Sleutel
Een sleutel in de vorm van een ankh. Dit Item is al sinds zijn creatie in het bezit van Shadi, die in het oude Egypte zijn kracht gebruikte om Exodia op te kunnen roepen. 
De sleutel kan de deuren van iemands ziel ontsluiten, en Shadi zo toegang geven tot een iemands ware persoonlijkheid. Met de sleutel controleert Shadi of iemand waardig genoeg is om een Item te bezitten. De sleutel kan in principe ook worden gebruikt om iemands persoonlijkheid te wijzigen, maar Shadi doet dit nooit. Verder kan de sleutel iemand onzichtbaar maken, en mogelijke en verstoring in de magische energie rond de Items detecteren.

### Millennium Weegschaal
De weegschaal was eerst in het bezit van priester Kalim, maar is tegenwoordig eigendom van Shadi.
De weegschaal heeft dezelfde functie als de weegschaal van Anubis in de Egyptische Mythologie: hij weegt het hart van een persoon tegen de veer van de waarheid terwijl de persoon in kwestie ondervraagd wordt. Indien de persoon liegt, zal de weegschaal dit direct aangeven. Het Item kan in duels worden gebruikt om monsters te fuseren.

### Millennium Staf
Een Item dat eerst toebehoorde aan priester Seto. Daarna kwam het Item in het bezit van de grafbewakers van de farao, die het van generatie op generatie doorgaven. In het heden is Marik Ishtar de bezitter van de staf. De staf wordt voornamelijk gebruikt door Mariks duistere alter-ego.
De Millennium Staf stelt iemand in staat anderen tot slaaf te maken, en zelfs op grote afstand te commanderen. Alleen een ander Millennium Item kan deze macht ongedaan maken. Ook kan iemand weerstand bieden aan de staf indien hij of zij genoeg wilskracht heeft. Marik gebruikt de staf in de serie onder andere om via handlangers te duelleren met Yugi, en Joey tegen Yugi op te zetten. 
Tijdens de Battle City saga begon de staf ook te reageren op Seto Kaiba, daar Kaiba een nakomeling was van de  oorspronkelijke eigenaar van de staf, priester Seto.
In de originele Japanse versie van de serie bevat de staf ook een dolk, die tevoorschijn kan worden gehaald door de onderkant van de staf af te halen. Alle scènes met deze dolk zijn in de Amerikaanse versie verwijderd of digitaal aangepast.

### Millennium Halsketting
Een item eerst in het bezit van de priesteres Isis. Net als de staf werd de halsketting toevertrouwd aan de grafbewakers, die hem van generatie op generatie doorgaven. In het heden is de halsketting in het bezit van Mariks zus Ishizu Ishtar. 
De halsketting stelt de drager in staat om in de toekomst en het verleden te kijken. De toekomst die de halsketting toont kan echter worden veranderd door toedoen van een ander Item. Zo was Ishizu er tijdens de Battle City finales van overtuigd dat ze haar duel met Kaiba zou winnen, dit werd door haar halsketting getoond. Maar de Millennium Staf gaf Kaiba een visioen dat hem ertoe aanzette van strategie te veranderen, en Ishizu verloor. Hierna werkte de halsketting niet meer voor haar, en gaf ze hem aan Yugi.

## Piramide van het licht
In de film Yu-Gi-Oh! The Movie: Pyramid of Light komt een voorwerp voor genaamd de Piramide van het licht, die sterk doet denken aan de Millennium Puzzel. Dit is geen officieel Millennium Item, maar een mislukte poging van Akhenaden om een Millennium Puzzel te maken voor zijn zoon Seto. De piramide kwam in handen van de tovenaar Anubis, die later door de farao werd verslagen.
In het heden had Anubis een kaartversie van de piramide laten maken. Deze kaart was gekoppeld aan de echte piramide, en toen Kaiba de kaart gebruikte in een duel met Yugi, kon Anubis volledig herrijzen en zelf de farao weer uitdagen. De piramide werd vernietigd in het duel.